# 德蒙·布魯克斯
德蒙·布魯克斯（英語：De'Mon Brooks，1992年5月28日—）為美國男子籃球運動員，現效力於P. LEAGUE+台鋼獵鷹。
2014年7月11日，拿坡里藍色宣布與布魯克斯簽約。2019年6月21日，B1聯賽琉球黃金國王宣布與布魯克斯簽約。布魯克斯代表琉球黃金國王出賽34場，場均16.8分、5.3籃板。2020年6月24日，布魯克斯加盟島根魔術。布魯克斯代表島根魔術出賽56場比賽，場均18.0分、6.7籃板。2021年6月8日，Levanga北海道宣布與布魯克斯簽約。布魯克斯代表Levanga北海道出賽48場，場均17.7分、6.9籃板。2022年5月20日，Levanga北海道宣布與布魯克斯續約。2022-23賽季布魯克斯因右膝傷勢沒有替Levanga北海道出賽。2023年6月9日，Levanga北海道宣布與布魯克斯續約。布魯克斯代表Levanga北海道出賽57場，場均12.7分、5.3籃板。2024年8月6日，P. LEAGUE+台鋼獵鷹宣布布魯克斯加盟球隊，中文登錄名為「翟蒙」。

## 外部連結
- 德蒙·布魯克斯在fiba.basketball（英语）
- 德蒙·布魯克斯在B.LEAGUE官網（日语）
- 德蒙·布魯克斯在P. LEAGUE+官網
- 德蒙·布魯克斯在Sports-Reference.com（NCAA）（英语）
- 德蒙·布魯克斯在Eurobasket.com（球員）（英语）
- 德蒙·布魯克斯在Proballers（英语）
- 德蒙·布魯克斯在RealGM（英语）
- 德蒙·布魯克斯在Flashscore（英语）